# Окая

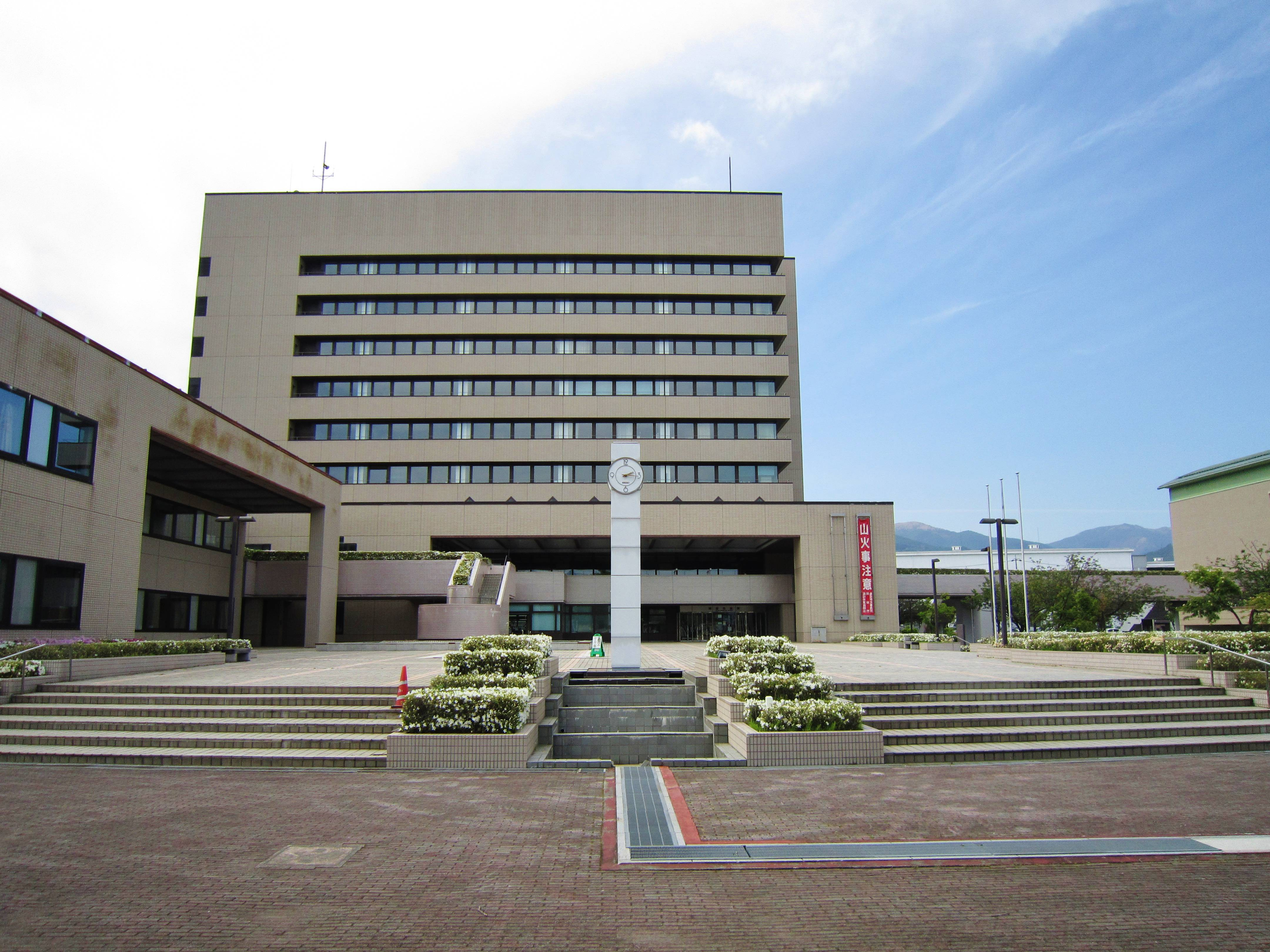
Мэрия города Окая

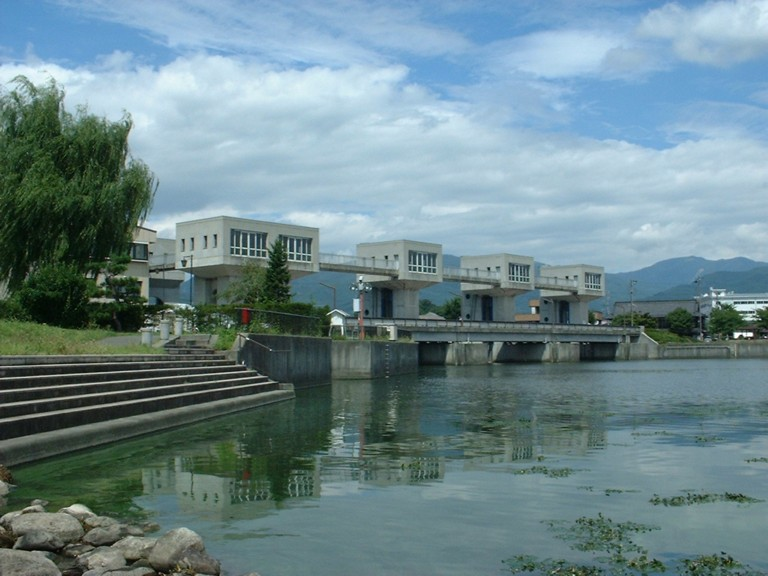
Река Тэнрю вытекает из озера Сува (Окая)

Окая (яп. 岡谷市 Окая-си) — город в Японии, находящийся в префектуре Нагано. Площадь города составляет 85,14 км², население — 50 750 человек (1 августа 2014), плотность населения — 596,08 чел./км².

## Географическое положение
Город расположен на острове Хонсю в префектуре Нагано региона Тюбу. С ним граничат города Мацумото, Сиодзири, Сува и посёлки Симосува, Тацуно.

## Население
Население города составляет 50 750 человек (1 августа 2014), а плотность — 596,08 чел./км². Изменение численности населения с 1980 по 2005 годы:
| 1980 | 62 210 чел. |  |
| 1985 | 61 747 чел. |  |
| 1990 | 59 849 чел. |  |
| 1995 | 58 056 чел. |  |
| 2000 | 56 401 чел. |  |
| 2005 | 54 699 чел. |  |

## Символика
Деревом города считается тис остроконечный, цветком — рододендрон.